# Kee Ketelaar
 (février 2019).
Si vous disposez d'ouvrages ou d'articles de référence ou si vous connaissez des sites web de qualité traitant du thème abordé ici, merci de compléter l'article en donnant les références utiles à sa vérifiabilité et en les liant à la section « Notes et références ».
Kee Ketelaar, née aux Pays-Bas,, est une actrice néerlandaise.

## Filmographie

### Cinéma et téléfilms
- 2011 : Patatje Oorlog (nl) : Margje
- 2012 : Sweet Love : La femme chic
- 2014 : Wiplala : Nella Della
- 2017-2018 : Klem (nl) : Bibi, la Baby-Sitter